# Muscolo piccolo pettorale

posizione del muscolo piccolo pettorale (in rosso). Animazione 3D.

Il piccolo pettorale è un muscolo situato profondamente al grande pettorale e svolge principalmente la funzione di muscolo inspiratore. Insieme al muscolo succlavio e alla fascia clavipettorale, forma la parete anteriore dell'ascella.

## Origine
Origina dalla faccia esterna e dal margine superiore della terza, quarta e quinta costa, in prossimità della cartilagine. I tre fasci muscolari si dirigono poi superiormente e si inseriscono con un tendine piatto all'apice e al margine mediale del processo coracoideo della scapola.

## Innervazione
È innervato dai nervi pettorali mediale e laterale (C5, C6 e C7).

## Azione
Con la sua azione abduce, abbassa, intraruota la scapola, antepone e abbassa la spalla. Prendendo punto fisso sulla scapola eleva le coste (funzione inspiratoria). Muscolo da allungare in presenza di scapole alate.